# 群馬県道196号上小坂四ツ家妙義線

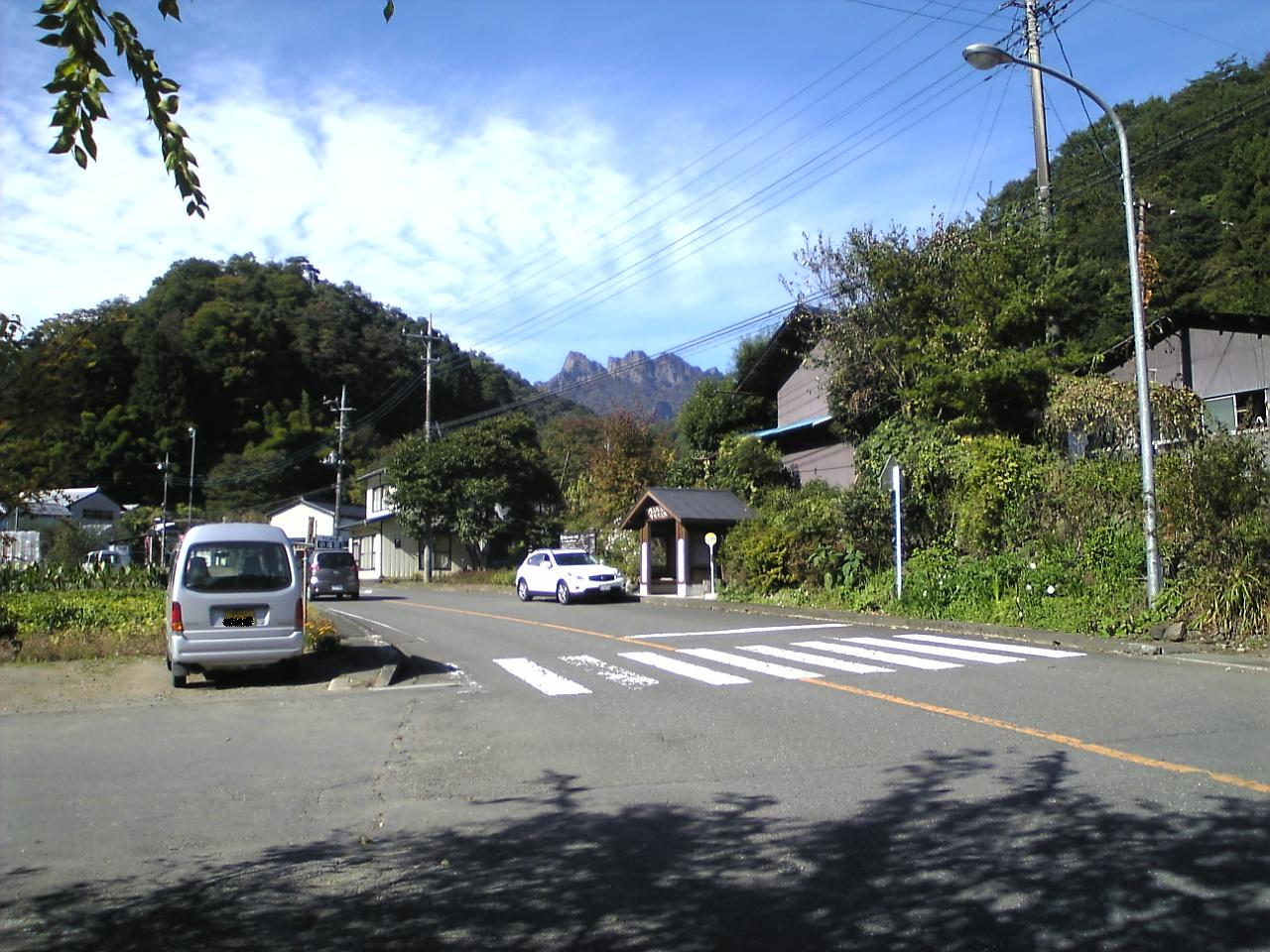
上小坂付近から望む妙義山（2009年10月）

群馬県道196号上小坂四ツ家妙義線（ぐんまけんどう196ごう かみおさかよつやみょうぎせん）は、群馬県甘楽郡下仁田町上小坂から富岡市妙義町に至る一般県道である。

## 概要
群馬県の上毛三山の一つである妙義山を通る道路で、「上毛三山パノラマ街道」のひとつ。頂上に中之岳神社、麓には妙義神社があり、また、大砲岩等の名所があることから車の交通量は少なくない。妙義山登山口へのアクセス道路としても機能している。起点・終点以外途中で他の県道、国道には一切接続しない。
急カーブはそれほど多くないが、カーブ自体は多いので、自動車の運転には注意が必要。また、暴走族などによる危険運転防止のため、カーブの所々が凸凹している。
本区間はかつては群馬県企業局管理の有料道路（妙義有料道路）であったが、1986年（昭和61年）4月1日をもって無料開放され、現在に至っている。ちなみに、料金所は下仁田町側、旧妙義町側の２箇所に設置されていた。

### 路線データ
- 起点：甘楽郡下仁田町大字上小坂字粒羅替甲38番の3[1]（群馬県道51号松井田下仁田線交点）
- 終点：富岡市妙義町大字妙義（群馬県道191号妙義山線終点・群馬県道213号磯部停車場妙義山線終点）[注釈 1]

## 歴史
- 1959年（昭和34年）9月18日：群馬県より現・道路法に基づき、県道上小坂四ツ家妙義線（甘楽郡下仁田町大字上小阪 - 同郡妙義町大字妙義、整理番号193）が路線認定される[2]。

## 地理
妙義山（標高1,104 m）の風光明媚な奇岩がそびえる山肌は日本三大奇勝に数えられ、ここを縫うように通る道路からは、変化に富んだ妙義山の荒々しい山容を眺めることができる。特に春の新緑や秋の紅葉シーズンは、奇岩との調和の取れた風景が見られる。

### 通過する自治体
- 群馬県
  - 甘楽郡下仁田町 - 富岡市

### 交差する道路
- 群馬県道51号松井田下仁田線（甘楽郡下仁田町上小坂 起点）
- 群馬県道191号妙義山線（富岡市妙義町妙義 終点）
- 群馬県道213号磯部停車場妙義山線（富岡市妙義町妙義 終点）

### 沿線
- 妙義山
- 中之嶽神社（甘楽郡下仁田町上小坂）
- 妙義神社（富岡市妙義町妙義）
- 富岡市立妙義ふるさと美術館（富岡市妙義町妙義）